# Centurion Card
La Tarjeta Centurión, conocida como la Tarjeta Negra, es una Tarjeta de cargos expedida por American Express. La tarjeta Centurión proporciona acceso a una serie de privilegios exclusivos. Para ser titular de la tarjeta en los EE. UU., se requiere de una invitación para participar en el programa. Para calificar, se debe cumplir con los criterios de American Express. Los titulares de tarjetas están obligados a pagar una cuota anual. A partir de 2007, de una tasa anual en los Estados Unidos de $ 2500 dólares, con una cuota de ingreso de $ 7500 (sólo el primer año). Además, debes gastar más de 200.000 € al año para mantenerla.

## Historia
La leyenda urbana de dicha tarjeta es muy especial, figurando que su color negro refiere a que la misma se ofrece solo a dignatarios y celebridades, especiales  poder ilimitado y acceso a tiendas de prestigio. El rumor se originó porque a los clientes con grandes cargos se les otorgaba una tarjeta negra de información que, si bien no era una tarjeta de crédito, contenía teléfonos importantes, tales como números de American Express Viajes y Servicios.
Aunque los rumores eran falsos, American Express decidió sacar provecho de ellos en octubre de 1999, con el lanzamiento de la Tarjeta Centurión, disponible a determinados titulares de su tarjeta Platinum. La tarjeta no es de plástico, sino de una forma de metal. La tarjeta Amex Centurión tenía originalmente una tasa anual de $ 1000, sin embargo, desde entonces se ha aumentado a $4,000. La primera tarjeta de crédito de American Express fue la tarjeta Óptima, que originalmente era emitida por una filial llamada "American Express Centurión Bank".
El comediante Jerry Seinfeld fue el primero en recibir la tarjeta Centurion. Seinfeld en esos tiempos de su mayor apogeo encabezaba los anuncios publicitarios de American Express, protagonizando más de 10 comerciales, además de aparecer en todo tipo de publicidad de la compañía.

## Disponibilidad y precios
A partir del 1 de agosto de 2007, en los Estados Unidos, se solicitaron requisitos para convertirse en un titular de la tarjeta incluido el gasto mínimo de $ 250.000 en un período de 12 meses, y un excepcional historial de crédito. Los requisitos para la aceptación en otros países pueden diferir ligeramente. Hay una cuota de inicio para los titulares de la tarjeta principal de $ 7500 dólares, además de una tasa anual en dólares de los EE. UU. de $ 5000, siendo un total de $ 12500, debido al primer ciclo de facturación después de la obtención de la tarjeta.
El Euro Internacional (IEC) o Dollar (IDC) son las monedas de uso de la Centurión emitida por Amex en Reino Unido para los clientes en Europa, Oriente Medio y África. Se ofrecen hasta 22 tarjetas incluidas en la tasa anual, incluyendo una tarjeta Centurión de titanio para la tarjeta principal, un adicional de plástico negro para los principales titulares de tarjetas, una tarjeta Centurión en plástico negro para un miembro de la familia, y hasta 19 tarjetas suplementarias en verde, oro o platino para los miembros de la familia.

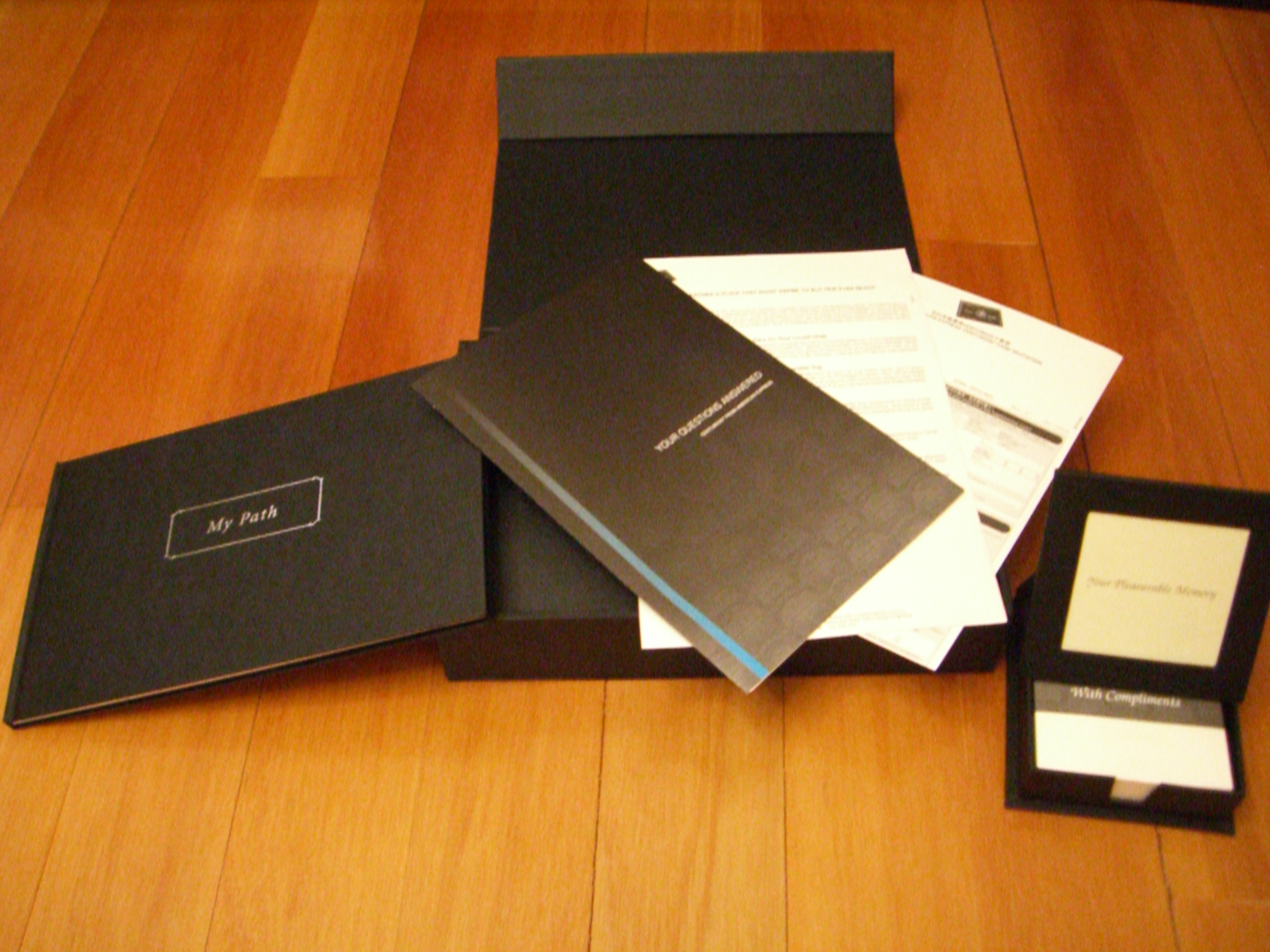
Kit de Bienvenida.

| País                                              | Costo Anual                                         | Equivale a           |
| ------------------------------------------------- | --------------------------------------------------- | -------------------- |
| Estados Unidos                                    | US$ 2.500 + Una cuota de entrada de US$ 7.500       | US$ 2.500 +US$ 7.500 |
| Reino Unido                                       | £650                                                | US$ 1.000            |
| Francia, Italia, Países Bajos, Dinamarca y Suecia | € 2.000                                             | US$ 2.600            |
| España                                            | € 3.500 + € 4.000 de entrada                        | US$ 3.750            |
| Alemania                                          | € 5.000                                             | US$ 5.800            |
| Suiza                                             | CHF 2.000                                           | US$ 1.700            |
| Australia                                         | AU$ 4.300                                           | US$ 2.800            |
| Japón                                             | ¥ 367.500                                           | US$ 3.900            |
| Hong Kong                                         | HK$ 19.800 + más una cuota de entrada de HK$ 23.800 | US$ 2.600 +US$ 3.000 |
| Singapur                                          | SG$ 5.000                                           | US$ 3.300            |
| México                                            | US$ 4,000 + Una cuota de entrada de US$ 5,000       | US$ 4.000 +US$ 5.000 |
| Dólar Internacional (IDC)                         | US$ 2.800                                           |                      |
| Euro Internacional (IEC)                          | € 2.800                                             | US$ 4.200            |
| Israel                                            | US$ 2.000                                           | US$ 2.000            |
| Argentina                                         | 4.950.000 ARS                                       | US$ 5.000            |
| Rusia                                             | 85000 rublos                                        | US$ 3.100            |
| Paraguay                                          | 5.000.000 Guaraníes                                 | US$ 1.200            |

## Características
La tarjeta, disponible para uso personal y uso profesional, ofrece numerosos servicios, tales como: conserje y agente de viajes, billetes de avión para acompañantes en vuelos internacionales en determinadas líneas aéreas con la compra de un billete de tarifa plena, compradores personales en tiendas tales como Escada, Gucci, y Neiman Marcus, acceso a salas vip en los aeropuertos, ascensos a primera clase, membresías en Sony. Beneficios en Hoteles como noches gratis cuando se paga otra en el Mandarin Oriental Hotel, noches gratis en los LXR Luxury Resorts o en hoteles como el Ritz-Carlton y Amanresorts. Dichos beneficios son para los clientes en EE. UU. Los beneficios en otros países pueden ser diferentes. Recientemente se han añadido beneficios como el Flying Club Gold de Virgin Atlantic, así como condición platino en las líneas aéreas de EE. UU. desde el 1 de junio del 2007. El 14 de agosto de 2007, el American Airlines Admirals Club fue incluido en la lista de beneficios.[cita requerida]
Una nueva tarjeta Centurión fue elaborada a partir del anodizado de titanio, se lanzó como una sustitución de la de plástico para todas las tarjetas de EE.UU, durante el primer semestre de 2006, con la versión de titanio que se extenderá a otros países. Esta nueva tarjeta es ligeramente más gruesa que una tarjeta de crédito estándar y, por lo tanto, es a veces difícil de insertar y extraer de algunos lectores de tarjetas, como los que se encuentran en la estación de bombas de gas, y terminales de venta.

### Concierge
El servicio de concierge (en español conserje) permite a los clientes Centurion (y Platino) llamar o solicitar vía correo electrónico boletos para diferentes eventos, reservas para cenas, y compras específicas. Dicho servicio es proporcionado por una empresa llamada Circles. Los titulares de la tarjeta negra tienen ligeros beneficios sobre los poseedores de la tarjeta Platinum. Los titulares de la tarjeta suelen tener una mayor tasa de éxito en las situaciones más difíciles debido al prestigio de la "tarjeta negra".

## Publicaciones
Desde la creación de la tarjeta, los miembros han recibido una copia de su revista, que también se envió a todos los titulares de tarjetas de platino. Sin embargo, en 2004, los miembros de la American Express Centurión comenzaron a recibir una revista exclusiva "no name", ("sin nombre"), que no estaba disponible por ningún otro medio. A partir de la edición de primavera de 2007, esta revista ha sido oficialmente titulada "Black Ink." La razón dada por Ed Ventimiglia, el editor, fue que "ahora la revista será más fácil de identificar al hablar de ella con ideas afines a los lectores. Los miembros de " Europa, Asia y Australia" reciben trimestralmente la "Centurión magazine", publicada por el Diario Internacional GmbH en (Múnich, Alemania).

## En la cultura popular
Debido a la mística de la Tarjeta negra, ésta ha sido a menudo referenciada en la cultura popular. Por ejemplo, en la novela del 2005 de Lauren Weisberger, Everyone Worth Knowing, una compañera de trabajo del personaje principal, Bette, paga por una cena con la tarjeta negra: "ahí está el místicismo de la tarjeta negra de American Express. Disponible solo por invitación a aquellos que gastan mínimo $250,000 por año. Acabó de entenderlo solo por mí." Del mismo modo en la novela del 2006 de Kresley Cole, A Hunger Like No Other, el personaje Emmaline Troy tiene la tarjeta, la cual le es confiscada por Lachlain MacReive. Lo mismo vale para los personajes de la Saga Vanir de Lena Valenti, donde la Tarjeta Negra es poco menos que un "Carnet de Identidad de Criatura Sobrenatural". También en la novela del 2008 de Stuart Woods "Santa Fe Dead", Eleanor Keeler es mencionada como poseedora de una de las tarjetas. En el thriller de John Ringo, "A Deeper Blue", Mike "El Fantasma" Jenkins adquiere un Ford Mustang GT y 10 Ford Expeditions negras en Orlando Florida para él y su equipo con su American Titanium Card.
Músicos como Nickelback en "Shakin' Hands", Chamillionaire en "Pimp Mode", P!nk en "Boring", Jay-Z en "30 Something", Kanye West en "Last Call", Bow Wow en "Marco Polo", "Oh I Think They Like Me", y "Get Money"; Lil Wayne en "Get It Shawty Remix", MC Chris en "Blastic", Swizz Beatz en "That Oprah", Ludacris en "I Know What Them Girls Like", y Joe Thug en "GD LIFE", Sie7e en "Tengo tu Love", Lady Gaga en Donatella, Cro en "Einmal um die Welt", Ariana Grande en "7 Rings" y Agust D en "What Do You Think" han hecho referencia a la tarjeta en sus canciones.
En el manga yuri "Tsukarekitta Onna ga Shinuhodo Iyasareru Tame ni", Nagi utiliza una Tarjeta Negra para pagar por la cena y su estadía en un hotel del amor.
Aparece frecuentemente en series coreanas como lo son: Propuesta laboral, King the Land y en ¿Qué le ocurre a la secretaria Kim?.

## Competencia
La tarjeta Centurion fue la primera "Tarjeta Negra", pero otros emisores de tarjetas están tratando de entrar en este lucrativo mercado de gama alta.
En Reino Unido el banco NatWest lanzó una "Tarjeta Negra" en 2002, y MasterCard a Signia, la cual se encuentra en Reino Unido por Coutts & Co. K[Barclays]] ofrece la tarjeta i24 y existe también la tarjeta de carbono de Halifax.
El sitio de momentos Mastercard menciona las siguientes tarjetas: Diamante, Negra, Mundial y Titanium.
En 2007 el grupo Santander lanzó en Brasil la " Unlimited Mastercard Black " la cual solo está disponible para determinados clientes de bancos y con características de un límite relacionado con la cantidad celebrada con el banco. Esta es de las tarjetas más exclusivas de Latinoamérica con solo 2000 usuarios.